# Équipe de France féminine de basket-ball en 2022
L’équipe de France dispute en 2022 les qualifications deux compétitions majeures, la Coupe du monde 2022  etle championnat d’Europe 2023, sous la conduite de Jean-Aimé Toupane, entraîneur nommé en octobre 2021.

## Qualifications pour la Coupe du monde 2022
Le 3 janvier, le comité de sélection composé de Jacques Commères (Directeur de la Performance et des Équipes de France), Céline Dumerc (General Manager) et Jean-Aimé Toupane (entraîneur de l’Équipe de France féminine), convoque seize joueuses pour le tournoi de qualification pour la Coupe du monde 2022 organisé à Belgrade du 10 au 13 février. 
Parmi les convoquées, on retrouve l'ossature de l'équipe olympique (10 des 12 joueuses présentes à Tokyo). Les jeunes Kendra Chéry et Assitan Koné sont pour la première fois appelées en stage, alors que Marième Badiane y fait son retour après une pause maternité. Convoquées l'an passé, Ornella Bankolé et Aby Gaye ne sont pas appelées, pas plus que la franco-américaine Bria Hartley de retour de blessure. Fin janvier, Alix Duchet blessée est remplacée par Lisa Berkani. D'autres forfaits sont enregistrés en février : touchée par la Covid Sarah Michel est remplacée par Sara Chevaugeon ; Nwal-Endéné Miyem blessée à la cheville, Sandrine Gruda au genou,,,. En l'absence de Gruda et Miyem, c'est Alexa Chartereau qui est désignée capitaine. 
Parmi les 14 joueuses restantes, seules Assitan Koné et Caroline Hériaud ne sont pas retenues et doivent quitter Belgrade : ce sont les premières titularisations de Lisa Berkani (5 sélections) et de Kendra Chéry (aucune), le retour d'Olivia Époupa et de Marième Badiane, la confirmation de Mamignan Touré (2 sélections) dans le groupe de base de Jean-Aimé Toupane alors que la France est privée de cinq éléments majeurs des campagnes 2021 : Endy Miyem, Sandrine Gruda, Valériane Vukosavljević, Alix Duchet et Sarah Michel.
Les Françaises sont opposées successivement au Mali, au Nigeria et à la Chine, les trois premières équipes du groupe étant qualifiées. en vertu d'un contrat signé avec France Télévisions, les trois rencontres sont diffusées en direct sur France 4.
| Poste      | Numéro | Joueuse           | Naissance        | Taille | Matchs | Points | Club 2021-2022     |
| ---------- | ------ | ----------------- | ---------------- | ------ | ------ | ------ | ------------------ |
| meneuse    | 0      | Olivia Époupa     | 30 avril 1994    | 1,65 m | 2      | 0      | Lattes-Montpellier |
| meneuse    | 1      | Lisa Berkani      | 19 mai 1997      | 1,76 m | 3      | 4      | Flammes Carolo     |
| meneuse    | 4      | Marine Fauthoux   | 23 janvier 2001  | 1,74 m | 3      | 7      | Basket Landes      |
| ailière    | 6      | Alexia Chartereau | 5 septembre 1998 | 1,89 m | 3      | 31     | Lyon               |
| intérieure | 12     | Iliana Rupert     | 12 juillet 2001  | 1,91 m | 3      | 26     | Bourges            |
| arrière    | 15     | Gabby Williams    | 9 septembre 1996 | 1,80 m | 3      | 33     | Sopron             |
| intérieure | 16     | Helena Ciak       | 15 décembre 1989 | 1,95 m | 3      | 18     | Lyon               |
| intérieure | 22     | Marième Badiane   | 24 novembre 1994 | 1,90 m | 3      | 8      | Lyon               |
| arrière    | 23     | Marine Johannès   | 21 janvier 1995  | 1,77 m | 3      | 45     | Lyon               |
| arrière    | 44     | Mamignan Touré    | 19 décembre 1994 | 1,83 m | 3      | 19     | Lattes-Montpellier |
| arrière    | 88     | Sara Chevaugeon   | 12 février 1993  | 1,77 m | 3      | 15     | Lyon               |
| ailière    | 97     | Kendra Chéry      | 16 juillet 2001  | 1,88 m | 3      | 4      | Basket Landes      |
| intérieure | 5      | Nwal-Endéné Miyem | 15 mai 1988      | 1,88 m | 0      | 0      | Bourges            |
| intérieure | 7      | Sandrine Gruda    | 25 juin 1987     | 1,93 m | 0      | 0      | Schio              |
| ailière    | 10     | Sarah Michel      | 10 janvier 1989  | 1,80 m | 0      | 0      | Bourges            |
| meneuse    | 39     | Alix Duchet       | 30 décembre 1997 | 1,63 m | 0      | 0      | Bourges            |
| ailière    | 18     | Assitan Koné      | 23 avril 1995    | 1,90 m | 0      | 0      | Roche Vendée       |
| meneuse    | 36     | Caroline Hériaud  | 22 décembre 1996 | 1,65 m | 0      | 0      | Villeneuve-d’Ascq  |

- Joueuses convoquées mais ayant dû déclarer forfait.
- Joueuses non retenues dans la sélection finale.

- Entraîneur : Jean-Aimé Toupane
- Assistants :  Cathy Melain, David Gautier, Grégory Halin

Dans la première rencontre la France s'impose de justesse contre le Mali emmené par la jeune Sika Koné (26 points à 10 sur 10 aux tirs et 9 rebonds), 19 ans et leader de son équipe. Les Françaises ont pu compter sur leur adresse à longue distance (14/27) mais ont perdu 29 balles pour seulement 19 passes décisives. Grâce à la défaite du Mali face à la Chine (84-64), la France se qualifie malgré une défaite 65 à 67 face aux Nigérianes. Après avoir dominé le premier quart temps 28 à 11, les Françaises ont perdu les trois suivants pour s'incliner de deux points face aux coéquipières de Victoria Macaulay (19 points à 7/11 aux tirs, 4 rebonds et 4 passes décisives pour 26 d'évaluation en 28 minutes) avec encore 29 pertes de balles et une adresse à trois points qui leur a cette fois fait défaut (9 sur 28 avec 3 sur 10 pour Johannes, 1 sur 4 pour Williams et 0 sur 2 pour Touré).
| Date                                                     | Lieu     | Adversaire | Score    | Compétition    | Meilleure marqueuse (France) |
| -------------------------------------------------------- | -------- | ---------- | -------- | -------------- | ---------------------------- |
| Du 3 au 7 février – Stage à l’INSEP puis à Belgrade.     |          |            |          |                |                              |
| 7 février                                                | Belgrade | Australie  | NC       | Préparation    | NC                           |
| Du 10 au 13 février – Qualification à la Coupe du monde. |          |            |          |                |                              |
| 10 février                                               | Belgrade | Mali       | V 77–66  | Qualifications | Mamignan Touré (14 points)   |
| 11 février                                               | Belgrade | Nigeria    | D 67–65  | Qualifications | Marine Johannès (18 points)  |
| 13 février                                               | Belgrade | Chine      | D 70–103 | Qualifications | Marine Johannès (16 points)  |

## Coupe du monde 2022
L’équipe de France est assez largement renouvelée, devant composer avec les forfaits pour blessure d’Endy Miyem et d’Alix Duchet, de la retraite de Diandra Tchatchouang et la pause de Valériane Vukosavljević.
La présélection comporte 22 joueuses, sachant que trois joueuses (Gabby Williams, Marine Johannès et Iliana Rupert) ne prendront pas part au début de la préparation en raison de la saison WNBA 2022. Janelle Salaün est convoquée pour la première fois, tandis que la Tarbaise Ana Tadić est appelée pour la première fois dans le groupe après avoir été partenaire d’entraînement en 2021. Deux joueuses sont appelées en tant que partenaires d’entraînement, les prometteuses Pauline Astier et Dominique Malonga, cette dernière étant contrainte de quitter rapidement le groupe en raison de douleurs au genou.
Après le début de rassemblement à l’INSEP, Olivia Époupa « n’est pas déclarée apte pour prendre part à la campagne de préparation [pour] raisons médicales » et doit déclarer forfait. L’encadrement de l’équipe de France décide de convoquer une joueuse supplémentaire, en la personne de la meneuse tarbaise Marie Pardon, appelée pour la première fois en équipe de France sénior. Avant le premier match de préparation, Aby Gaye, touchée au genou, doit déclarer forfait, tout comme Janelle Salaün, gênée au poignet ; Tima Pouye est la première joueuse non retenue. Quelques jours après le début du stage à Pau, Ornella Bankolé quitte à son tour le groupe, qui enregistre le retour de Marine Johannès.
Déjà préservée en début de préparation, Sandrine Gruda est contrainte de déclarer forfait avant les matchs de préparation joués à Pau, en raison d’une lésion musculaire au mollet gauche. Sarah Michel devient en son absence la nouvelle capitaine de l’équipe de France, tandis qu’Alexia Chartereau demeure vice-capitaine.
Avant le match de préparation contre la Belgique à Pau, le groupe est réduit à quinze joueuses, Sara Chevaugeon et Caroline Hériaud étant ainsi libérées.
La liste des douze joueuses retenues pour la Coupe du Monde est révélée la veille du dernier match de préparation contre les États-Unis : Marie Pardon, Assitan Koné, Mamignan Touré et Pauline Astier sont les dernières joueuses à quitter le groupe, tandis qu’Iliana Rupert, retenue par les finales WNBA, n’aura disputé aucun match de préparation.
Deux jours avant le début de la compétition, Marine Johannès est contrainte de déclarer forfait en raison d’une lésion musculaire à la cuisse droite et est remplacée par Mamignan Touré. Ainsi, cinq joueuses (Lisa Berkani, Kendra Chéry, Marie-Ève Paget, Ana Tadić et Mamignan Touré) disputent leur premier tournoi en équipe nationale, tandis que cinq joueuses majeures médaillées aux Jeux olympiques de Tokyo (Alix Duchet, Marine Johannès, Endy Miyem, Sandrine Gruda et Valériane Vukosavljević) seront absentes de la compétition.
| Poste      | Numéro | Joueuse           | Naissance         | Taille | Matchs | Points | Club 2021-2022       |
| ---------- | ------ | ----------------- | ----------------- | ------ | ------ | ------ | -------------------- |
| meneuse    | 1      | Lisa Berkani      | 19 mai 1997       | 1,76 m | 9      | 41     | Flammes Carolo       |
| meneuse    | 4      | Marine Fauthoux   | 23 janvier 2001   | 1,74 m | 11     | 113    | Basket Landes        |
| ailière    | 6      | Alexia Chartereau | 5 septembre 1998  | 1,89 m | 11     | 124    | Lyon                 |
| ailière    | 10     | Sarah Michel      | 10 janvier 1989   | 1,80 m | 11     | 55     | Bourges              |
| intérieure | 12     | Iliana Rupert     | 12 juillet 2001   | 1,91 m | 6      | 38     | Bourges              |
| pivot      | 14     | Ana Tadić         | 21 septembre 1998 | 1,95 m | 11     | 40     | Tarbes               |
| arrière    | 15     | Gabby Williams    | 9 septembre 1996  | 1,80 m | 7      | 99     | Sopron               |
| intérieure | 16     | Helena Ciak       | 15 décembre 1989  | 1,95 m | 9      | 33     | Lyon                 |
| intérieure | 22     | Marième Badiane   | 24 novembre 1994  | 1,90 m | 11     | 69     | Lyon                 |
| arrière    | 28     | Mamignan Touré    | 19 décembre 1994  | 1,83 m | 10     | 66     | Lattes-Montpellier   |
| meneuse    | 74     | Marie-Ève Paget   | 28 novembre 1994  | 1,71 m | 8      | 5      | Basket Landes        |
| ailière    | 97     | Kendra Chéry      | 16 juillet 2001   | 1,88 m | 8      | 25     | Basket Landes        |
| meneuse    | 0      | Olivia Époupa     | 30 avril 1994     | 1,65 m | 0      | 0      | Lattes-Montpellier   |
| intérieure | 7      | Sandrine Gruda    | 25 juin 1987      | 1,93 m | 0      | 0      | Schio                |
| ailière    | 13     | Janelle Salaün    | 5 septembre 2001  | 1,88 m | 0      | 0      | Villeneuve-d’Ascq    |
| arrière    | 23     | Marine Johannès   | 21 janvier 1995   | 1,77 m | 2      | 27     | Lyon                 |
| intérieure | 33     | Aby Gaye          | 3 février 1995    | 1,95 m | 0      | 0      | Schio                |
| ailière    | 3      | Ornella Bankolé   | 17 septembre 1997 | 1,81 m | 1      | 6      | Roche Vendée         |
| ailière    | 18     | Assitan Koné      | 23 avril 1995     | 1,90 m | 3      | 12     | Roche Vendée         |
| arrière    | 32     | Tima Pouye        | 7 avril 1999      | 1,74 m | 0      | 0      | Charleville-Mézières |
| meneuse    | 36     | Caroline Hériaud  | 22 décembre 1996  | 1,65 m | 0      | 0      | Villeneuve-d’Ascq    |
| meneuse    | 50     | Marie Pardon      | 5 janvier 2001    | 1,78 m | 4      | 10     | Tarbes               |
| arrière    | 88     | Sara Chevaugeon   | 12 février 1993   | 1,77 m | 0      | 0      | Lyon                 |
| intérieure | 43     | Dominique Malonga | 16 novembre 2005  | 1,97 m | 0      | 0      | Lyon                 |
| arrière    | 98     | Pauline Astier    | 15 février 2002   | 1,76 m | 4      | 10     | Bourges              |

- Joueuses convoquées mais ayant dû déclarer forfait.
- Joueuses non retenues dans la sélection finale.
- Partenaires d’entraînement.

- Entraîneur : Jean-Aimé Toupane
- Assistants :  Cathy Melain, David Gautier, Grégory Halin

| Date                                                  | Lieu          | Adversaire         | Score   | Compétition | Meilleure marqueuse (France)          |
| ----------------------------------------------------- | ------------- | ------------------ | ------- | ----------- | ------------------------------------- |
| Du 9 au 21 août – Stage à l’INSEP puis à Marseille    |               |                    |         |             |                                       |
| 17 août                                               | INSEP (Paris) | Chine              | NC      | Préparation | NC                                    |
| 20 août                                               | Marseille     | Bosnie-Herzégovine | NC      | Préparation | NC                                    |
| 21 août                                               | Marseille     | Bosnie-Herzégovine | V 87–52 | Préparation | Marine Fauthoux (15 points)           |
| Du 26 août au 4 septembre – Stage à Pau puis Courtrai |               |                    |         |             |                                       |
| 1er septembre                                         | Pau           | Belgique           | NC      | Préparation | NC                                    |
| 2 septembre                                           | Pau           | Belgique           | V 74–55 | Préparation | Ana Tadić (14 points)                 |
| 4 septembre                                           | Courtrai      | Belgique           | V 69–76 | Préparation | Mamignan Touré (14 points)            |
| Du 10 septembre au 19 septembre – Stage à Sydney      |               |                    |         |             |                                       |
| 16 septembre                                          | Sydney        | Australie          | D 92–88 | Préparation | Marine Johannès (21 points)           |
| 18 septembre                                          | Sydney        | Japon              | D 69–59 | Préparation | A. Chartereau, M. Badiane (17 points) |
| 19 septembre                                          | Sydney        | États-Unis         | NC      | Préparation | NC                                    |

| Date         | Lieu   | Adversaire | Score   | Compétition     | Meilleure marqueuse (France)  |
| ------------ | ------ | ---------- | ------- | --------------- | ----------------------------- |
| 22 septembre | Sydney | Australie  | V 57–70 | Premier tour    | Gabby Williams (23 points)    |
| 23 septembre | Sydney | Canada     | D 45–59 | Premier tour    | Gabby Williams (13 points)    |
| 25 septembre | Sydney | Mali       | V 59–74 | Premier tour    | Gabby Williams (14 points)    |
| 26 septembre | Sydney | Japon      | V 67–53 | Premier tour    | Gabby Williams (16 points)    |
| 27 septembre | Sydney | Serbie     | D 45–59 | Premier tour    | Alexia Chartereau (16 points) |
| 29 septembre | Sydney | Chine      | D 85–71 | Quart de finale | Marine Fauthoux (19 points)   |

## Qualifications pour le championnat d’Europe 2023
| Date        | Lieu          | Adversaire | Score    | Compétition    | Meilleure marqueuse (France) |
| ----------- | ------------- | ---------- | -------- | -------------- | ---------------------------- |
| 25 novembre | Saint-Chamond | Finlande   | V 103–77 | Qualifications | Marine Johannès (16 points)  |
| 27 novembre | Roanne        | Ukraine    | V 109–88 | Qualifications | Marine Johannès (21 points)  |